# مجلة الكرمل الجديد
الكرمل الجديد هي مجلة فلسطينية أدبية، تصدر في رام الله في فلسطين. وهي استمرار لمجلة فصلية أسسها الشاعر محمود درويش  باسم مجلة الكرمل في بيروت وعمل رئيساً لتحريرها حتى توقفها عن الصدور في عام 2006.

## المجلة
صدرت مجلة «الكرمل» في بيروت عام 1981، وقد وضعت لنفسها هدف «إقامة علاقة من التفاعل المعرفي والابداعي بين الثقافتين العربية والعالمية من ناحية، وتأسيس منبر للابداع الفكري والادبي في شتى صنوف المعرفة الإنسانية من ناحية آخرى» ومقاربة «اسئلة الثقافة العربية المعاصرة... وقضيتي التحديث والتنوير». توقفت مجلة الكرمل عن الصدور في عام 1982 أعقاب الغزو الإسرائيلي على لبنان، ثم استأنفت الصدور في عام 1983 من العاصمة القبرصية نيقوسيا حتى عام 1993، واستقر بها المطاف في رام الله بفلسطين حيث واصلت الصدور في الأعوام 1996 إلى 2006 برئاسة محمود درويش، مع حسن خضر مديرا للتحرير وزكريا محمد نائبا لرئيس التحرير.
في عام 2009 صدر منها عدد استثنائي هو العدد التسعين الذي كان مكرسا لشاعر محمود درويش.

## وصلات خارجية
- الصفحة الرسمية لمجلة الكرمل الجديد.
- الموقع القديم لمجلة الكرمل.
- تحميل جميع أعداد مجلة الكرمل